# 1976년 동계 패럴림픽
1976년 동계 패럴림픽(영어: 1976 Winter Paralympics, I Paralympic Winter Games, 스웨덴어: Paralympiska vinterspelen 1976)은 스웨덴 외른셸드스비크에서 1976년 2월 21일부터 2월 28일까지 개최된 동계 패럴림픽이다.

## 참가국
1976년 동계 패럴림픽에 참가한 국가는 총 16개국이다.
| - 오스트리아 - 벨기에 - 캐나다 - 체코슬로바키아 - 핀란드 - 프랑스 - 영국 - 일본 | - 노르웨이 - 폴란드 - 스웨덴 (개최국) - 스위스 - 우간다 - 미국 - 유고슬라비아 - 서독 |

## 종목
- 알파인스키
- 크로스컨트리

## 메달 집계
| 순위 | 국가           | 금메달 | 은메달 | 동메달 | 합계 |
| ---- | -------------- | ------ | ------ | ------ | ---- |
| 1    | 서독           | 10     | 12     | 6      | 28   |
| 2    | 스위스         | 10     | 1      | 1      | 12   |
| 3    | 핀란드         | 8      | 7      | 7      | 22   |
| 4    | 노르웨이       | 7      | 3      | 2      | 12   |
| 5    | 스웨덴         | 6      | 7      | 7      | 20   |
| 6    | 오스트리아     | 5      | 16     | 14     | 35   |
| 7    | 체코슬로바키아 | 3      | 0      | 0      | 3    |
| 8    | 프랑스         | 2      | 0      | 3      | 5    |
| 9    | 캐나다         | 2      | 0      | 2      | 4    |
| 합계 | 합계           | 53     | 46     | 42     | 141  |

## 같이 보기
- 1976년 동계 올림픽
- 1976년 하계 패럴림픽